# IC 475
IC 475 је спирална галаксија у сазвјежђу Близанци која се налази на листи објеката дубоког неба у Индекс каталогу.
Деклинација објекта је + 30° 29' 20" а ректасцензија 7h 47m 9,2s. Привидна величина (магнитуда) објекта IC 475 износи 14,5 а фотографска магнитуда 15,3. IC 475 је још познат и под ознакама MCG 5-19-5, CGCG 148-17, ARAK 140, PGC 21795.